# Distrito de Mewat
Mewat (en hindi; मेवात जिला ) es un distrito de India en el estado de Haryana. Código ISO: IN.HR.MW.
Comprende una superficie de 1 765 km².
El centro administrativo es la ciudad de Nuh.

## Demografía
Según censo 2011 contaba con una población total de 1 089 406 habitantes.
Es el único distrito del estado con mayoría musulmana (79,2%).